# Interscope Records
Interscope Records – wytwórnia płytowa operowana przez Universal Music Group, założona w 1990 roku przez Jimmy’ego Iovina i Teda Fielda z finansowym wsparciem Atlantic Records (które wówczas posiadało 50% udziałów w firmie).
Pod szyldem wytwórni swoje albumy wydali tacy artyści, jak m.in.: Hollywood Undead, Lana Del Rey, Snoop Dogg, Dr. Dre, Ellie Goulding, LMFAO, Madonna, Limp Bizkit, 50 Cent, Eminem, Lady Gaga, Marilyn Manson, Justin Timberlake, OneRepublic, Aloe Blacc, Tokio Hotel, Black Eyed Peas, Kendrick Lamar, Billie Eilish, Helena Vondráčková, Enrique Iglesias, Tupac Shakur, Rise Against, Game, Girls’ Generation, Imagine Dragons, Zedd czy Selena Gomez.